# Rezerwat przyrody Motowęże

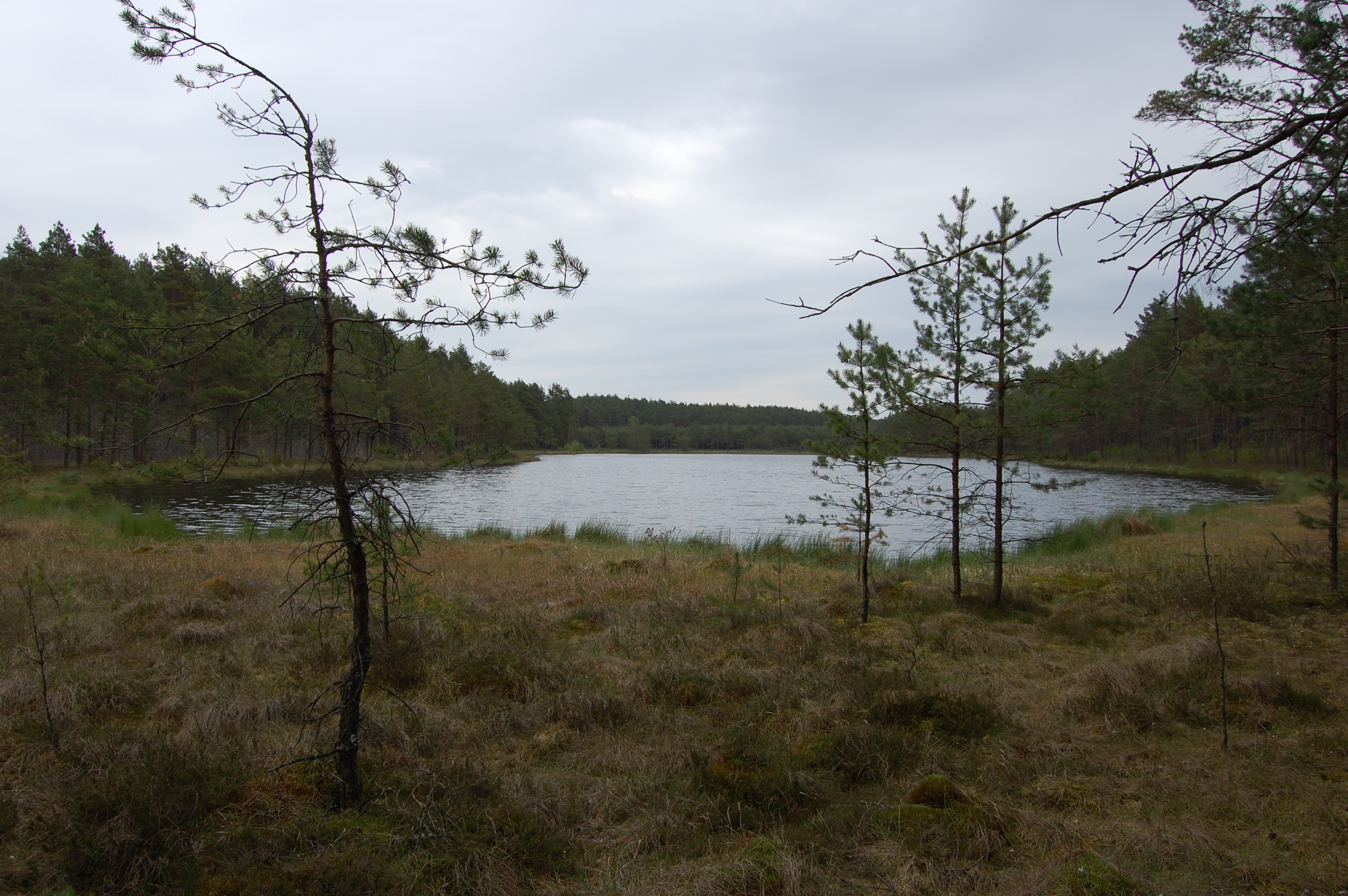
Jezioro Motowęże

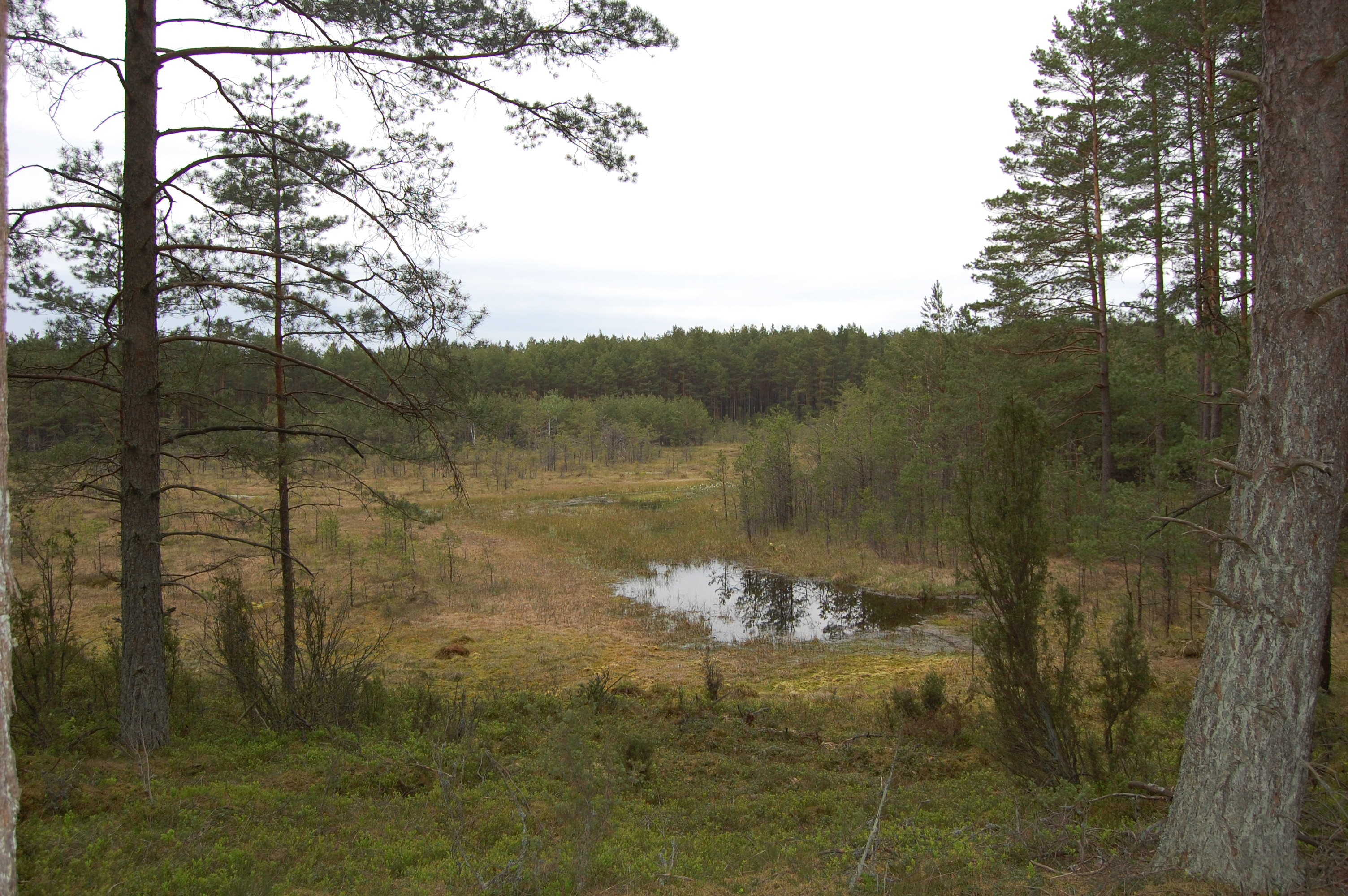
Obszar bagienny

Rezerwat przyrody Motowęże – postulowany rezerwat torfowiskowo-krajobrazowy w Borach Tucholskich (o powierzchni 118 ha) na obszarze Wdzydzkiego Parku Krajobrazowego w gminach Dziemiany i Karsin.
Ochronie rezerwatu podlega równina sandrowa i zespół bezodpływowych jezior dystroficznych i oligotroficznych wraz ze zbiorowiskiem torfowisk wysokich i przejściowych otoczonych borami bagiennym i borem świeżym. Wśród jezior można wyróżnić:
- Czarne[2] (wysunięte najbardziej na zachód)
- Motowęże
- Syconki Małe (wysunięte najbardziej na wschód)
- Syconki Wielkie

Występują tu stanowiska roślin podlegających ochronie i rzadko występujących (m.in. bagno zwyczajne, grążel żółty, mącznica lekarska, rosiczka długolistna, rosiczka okrągłolistna i tarczownica islandzka). W sumie na obszarze rezerwatu rozpoznano 48 gatunków roślin naczyniowych oraz 12 mszaków i porostów. Najbliższe miejscowości to Czarne i Jastrzębie Dziemiańskie. Obszar rezerwatu stanowi ostoję ptaków błotno-wodnych.